# Областни управители на правителството на Стефан Софиянски
Областни управители в България на правителството на Стефан Софиянски от 18 февруари 1997 г. до 1997 г.:

## Областни управители от 1997
- Христин Пенев Петков – област Бургас
- Добрин Митков Митев – област Варна
- Илиян Добрев Обретенов – област Ловеч
- Христо Петров Койчев – област Монтана
- Андон Георгиев Андонов – област Пловдив
- Димитър Янков Мочев – област Русе
- Веселин Стойков Стойков – област София
- Веселин Методиев Маламов – Софийска област
- Христо Иванов Василев – област Хасково